# 于尔根·普拉格曼
于尔根·普拉格曼（德語：Jürgen Plagemann，1936年12月28日—），德国男子赛艇运动员。他曾代表德国联队参加1964年夏季奥林匹克运动会赛艇比赛，获得男子八人单桨有舵手银牌。